# Vincenzo Morani
Vincenzo Morani (Polistena, 12 luglio 1809 – Roma, 15 giugno 1870) è stato un pittore italiano.

## Biografia
Figlio di Fortunato Morano, il quale apparteneva a una famiglia di decoratori originaria di San Pietro di Caridà, ebbe la sua prima formazione a Polistena nella bottega paterna detta dei Morani insieme ai fratelli Giovanni, Francesco e Domenico.
Avendo mostrato buona predisposizione per l'arte, intorno ai diciotto anni fu mandato a studiare a Napoli con un modesto contributo del Comune. Ottenuto poi, grazie ai buoni uffici del generale Vito Nunziante, un sussidio di nove ducati al mese, nel 1827 poté iscriversi alla Reale accademia del disegno di Napoli, dove ebbe come maestri Costanzo Angelini, Joseph-Boniface Franque e Camillo Guerra.

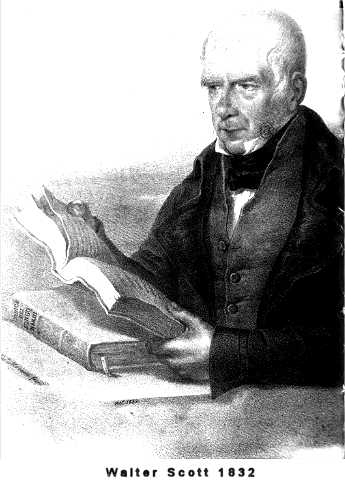
Ritratto di Walter Scott 1832

Nel 1830 partecipò alla Biennale borbonica con una tempera, la Veduta di un tempio. Nello stesso anno i benedettini lo incaricarono di dipingere un affresco nel refettorio dell'abbazia della Santissima Trinità di Cava de' Tirreni e nel 1832, mentre concludeva l'opera, incontrò sir Walter Scott, lo scrittore inglese, che ammirava le miniature dei manoscritti custoditi nell'abbazia e ne fece il ritratto. A seguito di questo incontro fortuito, fu presentato nell'aristocratico ambiente degli inglesi residenti a Napoli che gli commissionarono alcuni ritratti.
Nel 1834 vinse la borsa di studio per il pensionato nella capitale pontificia dove si trasferì e dove, pur continuando a partecipare alle Biennali borboniche e a mantenere profittevoli rapporti con la nobiltà napoletana, frequentò Tommaso Minardi e il circolo dei puristi, raffinando la sua arte e divenendo docente di belle arti.
Nel 1840 completò un dipinto di soggetto biblico per il principe Vincenzo Ruffo duca di Antimo e, in seguito all'apprezzamento della critica per questo suo lavoro, fu chiamato dal duca Marino Torlonia ad affrescare la cappella del palazzo di piazza Venezia, e poi dal conte Alessandro, fratello di Marino, per un'altra pittura nella medesima residenza dei Torlonia.
Nel 1847 eseguì una tela commissionatagli da Ferdinando II per la chiesa del cimitero di Poggioreale raffigurante La Crocifissione.
Nel 1852 assunse un nuovo incarico per la chiesa abbaziale di Cava de' Tirreni. Prima del 1856 inviò da Roma tre tele e dal 1857 e fino al 1863 lavorò al ciclo di affreschi sulle pareti e sulle volte della chiesa. Il suo capolavoro, in questo contesto, è la tela della Deposizione, che si trova sull'altare del transetto a sinistra.
Negli stessi anni i suoi dipinti di soggetto religioso trovarono collocazione in varie chiese, tra cui il duomo di Capua, la chiesa di San Francesco a Gaeta, la basilica di San Paolo fuori le Mura a Roma e perfino la nuova chiesa dell'Assunzione a Costantinopoli.
A tale produzione affiancò, con successo, la ritrattistica, quadri di genere e opere di soggetto storico e letterario. Nel 1862 inviò, per l'Esposizione universale di Londra il dipinto di un episodio tratto dalla terza cantica della Divina Commedia insieme a una Scena con costumi romani.
Nel 1870 presentò due tele alla mostra d'Arte Cristiana a Roma e il 15 giugno morì all'età di 60 anni.

## Opere

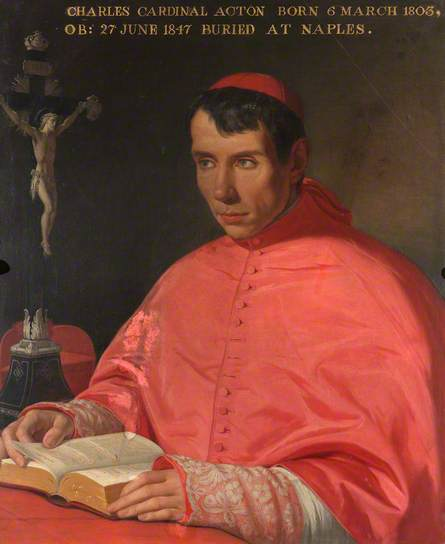
Ritratto di Charles Januarius Acton

- 1830 Veduta di un tempio;

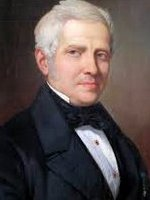
Ritratto di Amico Ricci

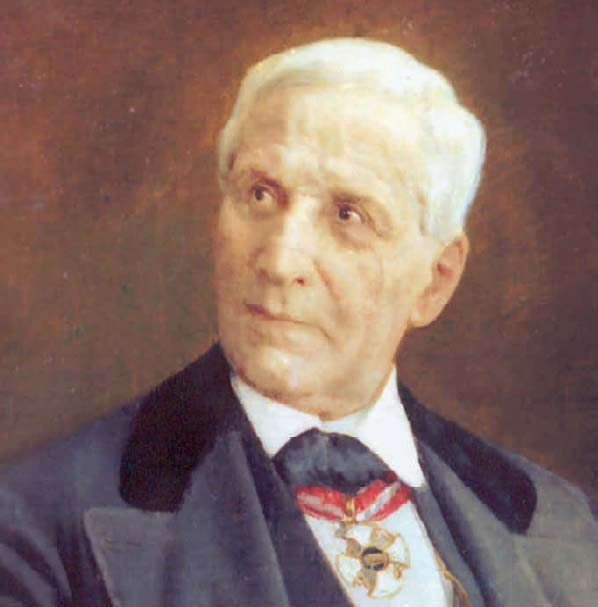
Ritratto di Francesco Florimo

- 1830-1832 Urbano II mentre si reca alla Badia accompagnato da Ruggero principe di Salerno;
- 1832 Ritratto di sir Walter Scott;
- 1833 Il padre del figliol prodigo;
- 1834 La morte di Archimede (Napoli, Galleria dell’Accademia);
- 1837 Copia della Creazione di Adamo dall'affresco di Michelangelo nella cappella Sistina;
- 1837 Davide ritorna vittorioso (Napoli, Museo di Capodimonte);
- 1838 Copia della Tentazione di Adamo ed Eva dall'affresco di Michelangelo nella cappella Sistina;
- 1839 Venere che reca le armi ad Enea;
- 1839 San Giovanni Battista, Erode ed Erodiade (Napoli, Museo di Capodimonte);
- 1840 L'incoronazione di Ester (Roma, Galleria nazionale d’arte moderna);
- 1844 Apollo che riceve doni e omaggi dalle muse (Roma, palazzo Torlonia);
- 1845 Psiche rapita da Zefiro;
- 1845 Sacra Famiglia (Napoli, palazzo Reale)
- 1847 Crocifissione (Napoli, chiesa cimiteriale di Poggioreale);
- 1851 Visita di Pietro Bembo a Raffaello Sanzio nella villa Farnesina;
- 185? Tasso alla corte ferrarese del duca Alfonso II (Napoli, Biblioteca Nazionale);
- 1852-1856 Deposizione dalla croce; san Placido in atto di accomiatarsi da San Benedetto;Martirio di Santa Felicita e dei suoi figli (Badia di Cava);
- 1856-1863 ciclo di affreschi a Badia di Cava: La morte di San Benedetto; Ascensione di Cristo; I ventiquattro vegliardi dell'Apocalisse davanti al trono di Dio; La visione di Sant'Alferio; Principali insegnamenti della regola e i quattro dottori dell’Ordine; San Pietro e San Paolo con gli angeli; Mosè, Davide e angeli con i simboli della Passione; San Romualdo e San Brunone con angeli; Le Quattro badesse dell’Ordine;
- 1856-1858 dieci tele con Santi vescovi capuani;
- 1858 Pranzo in campagna (Museo di Roma in Trastevere);
- 1859 Paolo e Sila martiri nella città di Filippi;
- 1861 San Gregorio Illuminatore; San Leone Magno invia i suoi legati a presiedere il concilio di Calcedonia (Costantinopoli, chiesa dell'Assunzione);
- 1862 Dante e Beatrice incontrano Piccarda e la regina Costanza;
- 1870 La barca miracolosa a Marsiglia; Il riposo in Egitto.

## Onorificenze, premi e riconoscimenti
- Medaglia d'argento nel 1833 alla Biennale borbonica;
- Borsa di studio nel 1834 per il pensionato a Roma;
- Professore onorario della Real Accademia di belle arti di Napoli;
- Medaglia d'oro nel 1870 all'Esposizione d'Arte Cristiana di Roma.  .